# Paterno iam diu
Mit der Enzyklika Paterno iam diu vom 24. November 1919 beklagt Papst Benedikt XV. die Not der unschuldigen Kinder, welche gerade in Zentraleuropa deutlich sichtbar sei. Der Papst sieht es als seine hohe väterliche Pflicht an, diesen Kindern zu helfen. Er bedankt sich bei den Bischöfen der Vereinigten Staaten von Amerika, die auf sein Schreiben generös reagiert hätten. Er ordnet für den kommenden 28. Dezember an, dass alle Mitbrüder an diesem Tag öffentliche Gebete und eine Kollekte für die Kinder abhalten sollen. Diese Sammlung brauche nicht nur finanzieller Art sein, es könne auch mit Lebensmitteln, Bekleidung und Medikamenten geholfen werden. Als beispielhaft gibt er bekannt, dass er persönlich 100.000 Lire für die armen Kinder bereitstelle, er fordert seine Mitbrüder, alle Kleriker und die Völker zur Unterstützung auf.